# Јејл (Оклахома)
Јејл (енгл. Yale) град је у америчкој савезној држави Оклахома.

## Демографија
По попису из 2010. године број становника је 1.227, што је 115 (-8,6%) становника мање него 2000. године.
| Група             | 2000.         | 2010.       |
| Белци             | 1.166 (86,9%) | 999 (81,4%) |
| Афроамериканци    | 0 (0,0%)      | 5 (0,4%)    |
| Азијати           | 4 (0,3%)      | 3 (0,2%)    |
| Хиспаноамериканци | 13 (1,0%)     | 29 (2,4%)   |
| Укупно            | 1.342         | 1.227       |